# Nguyễn Minh Châu
Nguyễn Minh Châu (né en 1921 à Pacific (Châu Thành (en)) et mort le 23 octobre 1999) est un lieutenant-général de l'Armée populaire vietnamienne et un membre du Comité central du Parti communiste du Viêt Nam.
Il participa notamment à la Révolution d'Août en 1945 menant à la déclaration d'indépendance de la République démocratique du Viêt Nam. 
Durant la guerre d'Indochine en 1954, il se vit décerner la Médaille de la Résistance par Hô Chi Minh pour sa bravoure lors de la bataille d'An Khe.
Il fut promu au rang de général de division et commanda l'Armée populaire vietnamienne pendant la guerre du Viêt Nam.